# Бархатово (Республика Алтай)
Бархатово — село в Онгудайском районе Республики Алтай России. Входит в Теньгинское сельское поселение.

## География
Расположено в горно-степной зоне центральной части Республики Алтай и находится у реки Мухорта.
Уличная сеть не развита.

## Население
| 2010 | 2011 | 2012 | 2013 | 2014 | 2015 |
| ---- | ---- | ---- | ---- | ---- | ---- |
| 12   | →12  | ↘11  | →11  | →11  | ↘9   |
| 2016 |      |      |      |      |      |
| →9   |      |      |      |      |      |

Национальный состав
Согласно результатам переписи 2002 года, в национальной структуре населения русские составляли 91 % от общей численности населения в 35 жителей

## Инфраструктура
Личное подсобное хозяйство. Животноводство.

## Транспорт
Подъездная дорога к федеральной автомобильной трассе Р-256 «Чуйский тракт».
Просёлочные дороги.